# Patriarcato di Alessandria dei Latini
Il patriarcato di Alessandria dei Latini (in latino Patriarchatus Alexandrinus Latinorum) è una sede titolare soppressa della Chiesa cattolica.
Il patriarcato latino di Alessandria è stato un patriarcato titolare in uso dal XIII secolo al 1964, quando venne abolito.

## Cronotassi dei patriarchi
- Nicola I † (1209 - 1223)
- Rodolfo † (menzionato nel 1226)
- Gregorio †
- Nicola II † (menzionato nel 1260)
- Atanasio † (1276 - circa 1309 deceduto)
- Egidio da Ferrara, O.P. † (15 ottobre 1311 - 1323 deceduto)
- Oddone della Sala, O.P. † (6 giugno 1323 - 3 maggio 1325 deceduto)
- Giovanni di Aragona (27 agosto 1328 - 19 agosto 1334 deceduto)[1]
- Guiglielmo di Chanac † (26 novembre 1342 - 1348 deceduto)
- Umberto II de la Tour-du-Pin † (3 gennaio 1351 - 22 maggio 1355 deceduto)[2]
- Arnaud Bernard du Pouget † (16 giugno 1361 - settembre 1368 deceduto)
- Obbedienza avignonese:
  - Giovanni di Cardaillac † (18 luglio 1371 - 1390 deceduto)
  - Simon de Cramaud † (17 marzo 1391 - 2 luglio 1409 nominato arcivescovo di Reims)
  - Pierre Aimeri † (24 luglio 1409 - circa 1412 deceduto)
- Obbedienza romana:
  - Johannes von Sinten † (1393 - ? deceduto)
  - Johann von Jenstein † (1399 - ? deceduto)
  - Pietro Amely di Brunac † (1400 - ?)
  - Leonardo Dolfin † (27 luglio 1401 - 1402)
- Lancillotto di Navarra  † (2 settembre 1418 - 8 gennaio 1420 deceduto)
- Giovanni Contarini † (17 luglio 1422 - 14 luglio 1424 nominato patriarca di Costantinopoli)
- Pietro Amaury di Lordat † (14 luglio 1424 - ? deceduto)
- Vitale di Mauléon † (29 novembre 1428 - 1435 deceduto)
- Giovanni Vitelleschi † (21 febbraio 1435 - 1º o 2 aprile 1440 deceduto)
- Marco Condulmer † (1444 - ?)
- Jean d'Harcourt † (10 dicembre 1451 - 1452 deceduto)
- Arnau Roger de Pallars † (24 agosto 1453 - 16 agosto 1461 deceduto)
- Pedro González de Mendoza † (13 novembre 1482 - 11 gennaio 1495 deceduto)
- Diego Hurtado de Mendoza y Quiñones † (5 ottobre 1500 - 14 ottobre 1502 deceduto)
- Alonso (o Alfonso) de Fonseca y Acevedo † (circa 1500 ?)
- Bernardino Carafa † (dopo il 1498 o 1503 ? - 30 luglio 1505 deceduto)
- Cesare Riario † (6 ottobre 1506 - 18 dicembre 1540 deceduto)
  - Guido Ascanio Sforza di Santa Fiora † (6 aprile 1541 - 20 maggio 1541 dimesso) (patriarca eletto)
- Ottaviano Maria Sforza † (20 maggio 1541 - 1547 deceduto)
- Giulio Cesare Gonzaga † (23 maggio 1550 - 17 ottobre 1550 deceduto)
- Cristoforo Guidalotti Ciocchi del Monte † (20 ottobre 1550 - 20 novembre 1551 creato cardinale)
- Giacomo Cortese † (8 gennaio 1552 - 1568 ? dimesso)
- Tommaso † (1568 ? - 1570 deceduto)
- Alessandro Riario † (8 novembre 1570 - 18 luglio 1585 deceduto)
- Enrico Caetani † (29 luglio 1585 - 18 dicembre 1585 creato cardinale)
- Giovanni Battista Albano † (24 marzo 1586 - 1588 ? deceduto)
- Camillo Caetani † (22 agosto 1588 - 13 dicembre 1599 deceduto)
- Séraphin Olivier-Razali † (26 agosto 1602 - 9 giugno 1604 creato cardinale)
- Alessandro di Sangro † (2 agosto 1604 - 18 febbraio 1633 deceduto)
- Onorato Caetani † (11 aprile 1633 - agosto 1647 deceduto)
- Federico Borromeo † (19 ottobre 1654 - 22 dicembre 1670 creato cardinale)
- Alessandro Crescenzi † (19 gennaio 1671 - 27 maggio 1675 creato cardinale)
- Luigi Bevilacqua † (30 settembre 1675 - 21 aprile 1680 deceduto)
- Pietro Draghi Bartoli † (13 novembre 1690 - 13 aprile 1695 deceduto)
- Gregorio Giuseppe Gaetani de Aragonia † (2 maggio 1695 - 12 agosto 1710 deceduto)
- Carlo Ambrogio Mezzabarba † (18 settembre 1719 - 7 dicembre 1741 deceduto)
- Filippo Carlo Spada † (22 gennaio 1742 - 8 dicembre 1742 deceduto)
- Girolamo Crispi † (17 dicembre 1742 - 16 dicembre 1743 nominato arcivescovo di Ferrara)
- Giuseppe Antonio Davanzati † (6 agosto 1746 - 16 febbraio 1755 deceduto)
- Lodovico Agnello Anastasi † (12 maggio 1755 - 19 febbraio 1758 deceduto)
- Francesco Mattei † (13 marzo 1758 - 15 agosto 1794 deceduto)
  - Sede vacante (1794-1847)
- Daulo Augusto Foscolo † (4 ottobre 1847 - 7 giugno 1860 deceduto)
- Paolo Angelo Ballerini † (27 marzo 1867 - 27 marzo 1897 deceduto)
- Domenico Marinangeli † (8 gennaio 1898 - 6 marzo 1921 deceduto)
- Pavel Huyn † (13 giugno 1921 - 1º ottobre 1946 deceduto)
  - Sede vacante (1946-1950)
- Luca Ermenegildo Pasetto, O.F.M.Cap. † (11 novembre 1950 - 22 gennaio 1954 deceduto)
  - Sede vacante (1954-1964)